# Гаевка (Кропивницкий район)
Гае́вка (укр. Гаївка) — село в Первозвановской сельской общине Кропивницкого района Кировоградской области Украины
Население по переписи 2001 года составляло 416 человек. Почтовый индекс — 27604. Телефонный код — 522. Код КОАТУУ — 3522582401.